# مارماهی کرمی دل‌آماسیده
مارماهی کرمی دل‌آماسیده (نام علمی: Neoconger tuberculatus) نام یک گونه از سرده مارماهی‌های بزرگ نو است.